# Ricky Tarrant
Ricky LaFredrick Tarrant (Pleasant Grove, 7 agosto 1993) è un cestista statunitense.

## Statistiche

### College
| Anno      | Squadra            | PG  | PT  | MP   | TC%  | 3P%  | TL%  | RP  | AP  | PRP | SP  | PP   |
| --------- | ------------------ | --- | --- | ---- | ---- | ---- | ---- | --- | --- | --- | --- | ---- |
| 2011-2012 | Tulane G. Wave     | 31  | 31  | 33,1 | 42,6 | 34,4 | 78,4 | 3,6 | 3,3 | 1,7 | 0,0 | 14,9 |
| 2012-2013 | Tulane G. Wave     | 35  | 35  | 35,3 | 37,1 | 32,4 | 81,1 | 2,8 | 3,6 | 1,3 | 0,1 | 15,7 |
| 2014-2015 | Alabama Crim. Tide | 19  | 13  | 25,8 | 41,3 | 29,9 | 80,2 | 2,2 | 2,0 | 1,4 | 0,0 | 13,1 |
| 2015-2016 | Memphis Tigers     | 34  | 33  | 29,6 | 35,7 | 31,3 | 79,3 | 2,7 | 3,2 | 1,4 | 0,0 | 11,7 |
| Carriera  | Carriera           | 119 | 112 | 31,6 | 38,8 | 32,2 | 79,8 | 2,9 | 3,2 | 1,4 | 0,0 | 13,9 |

## Palmarès
- All-CEBL First Team (2019)